# Ernest Vaughan (4e comte de Lisburne)
Ernest Augustus Vaughan, 4e comte de Lisburne (30 octobre 1800 - 8 novembre 1873), titré vicomte Vaughan de 1820 à 1831, est un propriétaire foncier du Cardiganshire, au Pays de Galles, qui est de 1854 à 1859 député conservateur de la Chambre des communes.

## Jeunesse
Lisburne est le fils de John Vaughan (3e comte de Lisburne), auquel il succède le 18 mai 1831, et de son épouse Lucy (décédée en 1821), cinquième fille de William, 2e vicomte Courtenay. Comme il s'agit d'une pairie irlandaise après 1801, cela ne lui donne pas droit à un siège à la Chambre des lords à moins d'être élu en tant que pair représentant. Il a cependant le droit, confirmé en août 1831, de voter pour les pairs représentatifs d'Irlande.

## Famille
Le comte de Lisburne épouse, le 27 août 1835, Mary (décédée en 1851), deuxième fille de Laurence Palk, et de son épouse Elizabeth Vaughan. Ils ont quatre enfants :
- Ernest Augustus Malet Vaughan, 5e comte de Lisburne (né en 1836). Il se marie le 24 juin 1858 à Gertrude Laura, troisième fille d'Edwyn Burnaby de Bargrave, Leicestershire[2].
- William Shafto Vaughan, né en 1839, décédé en 1853.
- Elizabeth Malet Vaughan, mariée en 1860 à Inglis Jones de Derry Ormond, Lampeter[2].
- Edward Courtney Vaughan, né le 23 octobre 1841.

Il épouse en secondes noces, le 5 avril 1853, Elizabeth Augusta Harriet Mitchell (décédée le 13 décembre 1883), fille d'Harriett Isabella Somerset et veuve du colonel Hugh Henry Mitchell (décédé le 20 avril 1817). Lady Lisburne, enfant, aurait été demoiselle d'honneur de la reine Adélaïde à Kew le 11 juillet 1818. Il y a un enfant du second mariage :
- Gertrude Dorothy Harriet Adeilade Vaughan, née en 1855, décédée en 1869.

## Carrière parlementaire
Lisburne est considéré comme la figure de proue du parti conservateur dans le Cardiganshire. En 1854, il est élu à la Chambre des communes comme député du Cardiganshire, succédant au colonel WE Powell qui occupait le siège depuis 1816 . Les opinions politiques de Lisburne et son allégeance au Parti conservateur attirent l'opposition et Thomas Lloyd de Bronwydd est mentionné comme un candidat possible contre lui. Cependant, Lloyd refuse de se présenter et les libéraux, suivant l'exemple de la famille Pryse de Gogerddan, choisissent de ne pas présenter de candidat pour le siège.
Après avoir été élu sans opposition, il y a des spéculations sur une possible candidature de Thomas Lloyd aux élections générales de 1857. Encore une fois, cependant, Lloyd se retire et Lisburne occupe le siège jusqu'en 1859, date à laquelle il ne se représente pas. Il est haut shérif du Cardiganshire en 1851.
Aux élections générales de 1868, son neveu, Edmund Malet Vaughan, est le candidat conservateur du Cardiganshire, dans un scrutin marqué par des accusations de coercition. Après le départ à la retraite de Thomas Lloyd, il est pendant un certain temps le seul candidat. Il est finalement battu par le candidat libéral, Evan Mathew Richards.
Lisburne concentre une grande partie de son attention sur l'amélioration du domaine Crosswood. De grandes étendues de terre dans la vallée d'Ystwyth sont converties en bois, tandis qu'il développe également la ferme familiale à Crosswood. Le troupeau de bovins Hereford du domaine est considéré comme l'un des meilleurs du Pays de Galles, tandis qu'il s'intéresse également personnellement à l'entretien de son troupeau de Shropshire Downs. Lisburne participe à la restauration de plusieurs églises de la localité et dote également plusieurs écoles .
La santé de Lisburne se détériore en 1872 et il passe cet hiver et le printemps suivant à Torquay. Apparemment en meilleure santé, il retourne à Crosswood pour l'été, mais il tombe de nouveau malade à l'automne et il meurt début novembre.